# Chu trình nitơ

Sơ đồ biểu diễn quá trình luân chuyển nitơ trong môi trường. Trong quá trình này, vi khuẩn đóng vai trò quan trọng, chúng tạo ra các dạng hợp chất nitơ khác nhau có thể cung cấp cho các sinh vật bậc cao hơn.

Chu trình nitơ là một quá trình mà theo đó nitơ bị biến đổi qua lại giữa các dạng hợp chất hóa học của nó. Việc biến đổi này có thể được tiến hành bởi cả hai quá trình sinh học và phi sinh học. Quá trình quan trọng trong chu trình nitơ bao gồm sự cố định nitơ, khoáng hóa, nitrat hóa, và khử nitrat. Thành phần chính của khí quyển (khoảng 78,1%) là nitơ, bởi vậy có thể xem đó là một bể chứa nitơ lớn nhất. Tuy nhiên, nitơ trong khí quyển có những giá trị sử dụng hạn chế đối với sinh vật, dẫn đến việc khan hiếm lượng nitơ có thể sử dụng được đối với một số kiểu hệ sinh thái. Chu trình nitơ là một nhân tố đáng chú ý của các nhà sinh thái học do chúng có thể ảnh hưởng đến tốc độ phát triển của các quá trình sinh thái chính, như sản lượng thứ cấp và phân hủy. Các hoạt động của con người như đốt nhiên liệu hóa học, sử dụng các loại phân bón nitơ nhân tạo và thải nitơ trong nước thải làm biến đổi đáng kể đến chu trình nitơ trên Trái Đất.
Một nghiên cứu năm 2011 đã đặt ra nghi ngờ đối với mô hình truyền thống của chu trình nitơ như miêu tả bên dưới; nitơ từ các đá cũng có thể là một nguồn cần phải tính đến mà trước đây chưa được đưa vào.

## Chức năng sinh thái
Nitơ là một chất cần thiết cho nhiều quá trình; và là chất chủ yếu của bất kỳ dạng sống nào trên Trái Đất. Nó là thành phần chính trong tất cả amino acid, cũng như liên kết với protein, và có mặt trong các chất cơ bản cấu thành nên các acid nucleic, như DNA và RNA. Trong thực vật, hầu hết nitơ được dùng trong các phân tử chlorophyll, là chất cần thiết cho quá trình quang hợp và sự phát triển về sau của chúng.
Mặc dù nitơ trong khí quyển Trái Đất là một nguồn phong phú, tuy nhiên hầu hết chúng không thể được sử dụng trực tiếp bởi các loài thực vật. Quá trình hóa học, hoặc quá trình cố định nitơ tự nhiên là cần thiết để chuyển đổi khí nitơ thành các dạng mà sinh vật có thể sử dụng được, quá trình này làm cho nitơ trở thành một thành phần quan trọng trong quá trình sản xuất ra thức ăn. Sự phong phú hay khan hiếm lượng nitơ ở dạng đã được cố định này ám chỉ lượng thức ăn nhiều hay ít để hỗ trợ cho sự phát triển của một mảnh đất.

## Các quá trình trong chu trình nitơ
Nitơ trong môi trường tồn tại ở nhiều dạng hóa học khác nhau bao gồm nitơ hữu cơ như amoni (NH4+), nitrit (NO2-), nitrat (NO3-), đinitơ monoxide (N2O), nitric oxide (NO), hoặc nitơ vô cơ như khí nitơ (N2). Nitơ hữu cơ có thể tồn tại trong các sinh vật sống, đất mùn, hoặc các sản phẩm trung gian của quá trình phân hủy các vật chất hữu cơ. Các quá trình trong chu trình nitơ chuyển đổi nitơ từ một dạng này sang dạng khác. Một số quá trình này được tiến hành bởi các vi khuẩn, qua quá trình đó hoặc để chúng lấy năng lượng hoặc để tích tụ nitơ thành một dạng cần thiết cho sự phát triển của chúng. Sơ đồ bên trên thể hiện cách màn các quá trình này tương thích với nhau để tạo ra chu trình nitơ.

### Đồng hóa nitơ
Thực vật lấy nitơ trong đất bằng cách hấp thụ chúng qua rễ cây ở dạng ion nitrat hoặc amoni. Tất cả nitơ mà động vật tiêu thụ có thể quay ngược trở lại làm thức ăn cho thực vật ở một vài giai đoạn trong chuỗi thức ăn.
Thực vật có thể hấp thụ các ion nitrat hoặc amoni từ đất thông qua lông của rễ, đây là quá trình khử đầu tiên là các ion nitrat và sau đó là các amoni cho việc tổng hợp thành amino acid, nucleic acid, và diệp lục. Trong các loài thực vật có mối quan hệ hỗ sinh với Rhizobia, một vài nitơ được đồng hóa trực tiếp thành dạng các ion amoni từ các nốt. Động vật, nấm, và các sinh vật dị dưỡng khác tiêu thụ nitơ từ việc ăn các amino acid, nucleotide và các phân tử hữu cơ nhỏ khác.

### Amoni hóa
Khi thực vật hoặc động vật chết đi thì dạng ban đầu của nitơ là chất hữu cơ. Vi khuẩn hoặc nấm, trong một số trường hợp, chuyển đổi nitơ trong xác của chúng thành amoni (NH4+), quá trình này được gọi là quá trình amoni hóa hay khoáng hóa. Các enzyme liên quan gồm:
- GS: Gln Synthetase (Cytosolic & PLastid)
- GOGAT: Glu 2-oxoglutarate aminotransferase (Ferredoxin & NADH dependent)
- GDH: Glu Dehydrogenase:
  - Vai trò phụ trong sự đồng hóa amoni.
  - Vai trò quan trọng trong sự dị hóa amino acid.

### Nitrat hóa
Quá trình chuyển đổi amoni thành nitrat được tiến hành đầu tiên bởi các vi khuẩn sống trong đất và các loại vi khuẩn nitrat hóa khác. Trong giai đoạn nitrat hóa đầu tiên này, sự oxy hóa amoni (NH4+) được tiến hành bởi các loài vi khuẩn Nitrosomonas, quá trình này chuyển đổi amonia thành nitrit (NO2-). Các loại vi khuẩn khác như Nitrobacter có nhiệm vụ oxy hóa nitrit thành nitrat (NO3-). Việc biến đổi nitrit thành nitrat là một quá trình quan trọng vì sự tích tụ của nitrit sẽ gây ngộ độc cho thực vật.
Do khả năng hòa tan rất cao nên nitrat có thể di chuyển vào trong nước ngầm. Nồng độ nitrat cao trong nước ngầm là một mối quan tâm đối với nước uống vì nitrat có thể xen vào ngăn cản sự hòa tan của oxy trong máu của trẻ sơ sinh và gây bệnh methemoglobinemia hoặc hội chứng trẻ da xanh. Ở nơi mà nước ngầm bổ cấp cho sông suối, nước ngầm có hàm lượng nitrat cao có thể góp phần vào hiện tượng phú dưỡng, đây là một hiện tượng làm tăng số lượng tảo, đặc biệt là các loài tảo lục và gây chết các loài thủy sinh do chúng tiêu thụ hết lượng oxy trong nước.

### Khử nitrat
Là quá trình chuyển hoá NO3- thành NH4+, có sự tham gia của Mo và Fe được thực hiện ở mô rễ và mô lá của thực vật diễn ra qua 2 giai đoạn: Giai đoạn1: NO3- được khử thành NO2-, cần có sự tham gia của enzim nitrat reductaza. Giai đoạn 2: NO2- được khử thành NH4+ được xúc tác bởi enzim nitrit reductaza.
Sơ đồ:
NO3- (Nitrat) →  NO2− (Nitrit)  →NH4+ (Amoni)

### oxy hóa amoni kỵ khí
Trong quá trình này, nitrit và amoni bị biến đổi trực tiếp thành khí nitơ. Quá trình này tạo nên phần lớn nitơ trong đại dương.
NH4+ + NO2− → N2 + 2H2O.